# Phakisa Freeway

Grand Prix-banan.

Ovalen.

Phakisa Freeway, mer känd som Welkom, är en racerbana belägen utanför Welkom i Sydafrika. Banan består av en 4,24 kilometer lång Grand Prix-slinga, samt en 2,4 kilometer lång oval. Den har en läktarkapacitet på 60 000 åskådare.

## Banan
Welkom öppnade 1999 med målet att få Formel 1 tillbaka till Sydafrika, och åter köra ett Grand Prix. Banan befann sig i förhandlingar om en plats i 2001 års kalender, men fick aldrig arrangera Formel 1 på grund av banans avlägsna placering. Welkom fick däremot arrangera MotoGP mellan 1999 och 2004, men fick inte förlängt kontrakt efter detta, då MotoGP istället lade till en tävling i Turkiet till 2005 års säsong.
Efter MotoGP har inte Welkom fått arrangera några internationella tävlingar, men de sydafrikanska mästerskapen besöker banan varje säsong.
Bansträckningen är teknisk, med många snabba kurvor. Banan var en av de snabbaste på MotoGP:s kalender, och gav ett ovanligt bra flyt för förarna för att vara en modern bana.